# Churchill Park (Lautoka)
Der Churchill Park ist ein multifunktionales Stadion in Lautoka, Fidschi. Es wird hauptsächlich für Rugby benutzt und beheimatet auch die Heimspiele des Lautoka FC. Außerdem werden dort internationale Rugbyspiele wie der Pacific Nations Cup und der Pacific Rugby Cup sowie örtliche Rugbywettbewerbe wie der Colonial Cup und der Digicel Cup (früher: Sanyo Cup) ausgetragen. Das Stadion bietet Platz für 18.000 Menschen. Es hat zwei überdachte Tribünen und eine Flutlichtanlage. Nördlich schließt sich das Spielfeld Churchill Park Hockey Grounds an.
2016 wurde das Stadion für Erneuerungsarbeiten zeitweise geschlossen und Rennbahnen für Leichtathletikwettkämpfe, zertifiziert für den Weltleichtathletikverband, errichtet, wofür die Regierung 2.000.000 F$ (etwa 875.000 €) bereit stellte. Die Wiedereröffnung fand am 14. März 2017 statt.
Am 25. März 2017 fand hier das Qualifikationsspiel zur Fußball-Weltmeisterschaft 2018 zwischen Fidschi und Neuseeland statt.